# Bracia Graczew. Pracownia złotnicza
Graczew, ros. Грачевы, eng. Grachev (Gratchev) firma i pracownia złotnicza i jubilerska czynna w Rosji.  
Przedsiębiorstwo zostało założone w Petersburgu w roku 1866 przez Gawryłę Piotrowicza Graczewa. 
Po śmierci Gawryły Graczewa przedsiębiorstwo prowadzili jego synowie: urodzony w roku 1863 Michał, w 1870 Symeon, w 1866 Aleksy, w 1870 Mikołaj, w 1873 Gawryła, w 1874 Piotr, w 1875 Iwan i w 1868 Grigorij. 
Bacia Graczew wytwarzali bardzo szeroki asortyment wyrobów złotych, srebrnych, posrebrzanych, emaliowanych i brązowych oraz bardzo cenioną przez klientelę brylantową biżuterię. Firma zatrudniała 87 rzemieślników. Roczny obrót w roku 1892 wyniósł około 125 tysięcy rubli. Firma wytwarzała wyroby złotnicze i rzemiosła artystycznego sygnowane własną marką i markami pracujących dla niej mistrzów. 
W roku 1886 firma Grachew została uhonorowana tytułem Dostawcy Dworu królewskiego w Danii. W roku 1892 firma otrzymała tytuł Dostawcy Dworu JCW Aleksandra III i w tym samym roku Michał Graczew został uhonorowany tytułem Rzeczoznawcy Gabinetu. W roku 1901 tytuł Dostawcy Dworu cesarskiego dla firmy został potwierdzony specjalnym dokumentem honorowym. 
W roku 1888 przedsiębiorstwo Graczew wzięło udział w wystawie w Kopenhadze. Przedstawione na niej wyroby złote i srebrne zostały nagrodzone. W roku 1889 Michał Graczew otrzymał order św. Stanisława za udział i sukcesy firmy na wystawie w Kopenhadze. W roku 1893 firma wzięła udział w wystawie światowej w Chicago oraz w roku 1896 w Niżnym Nowogrodzie. Na obu wystawach firma zdobyła główne nagrody. W roku 1897 Michał i Grigorij Graczew otrzymali honorowe dziedziczne obywatelstwo Petersburga. 
W roku 1900 został utworzony wielki dom handlowy pod nazwą „Bracia Graczew”. Głównymi wspólnikami byli Michał i Symeon, a pozostali bracia byli tylko udziałowcami. Firma posiadała sklep na Newskim Prospekcie. W roku 1918 przedsiębiorstwo zostało zamknięte.